# Ktheju tokës
«Ktheju tokës» (укр. «Повернення на землю») — пісня албанської співачки Йоніди Малічі, яка представляла Албанію на пісенному конкурсі Євробачення 2019 року в Тель-Авіві, Ізраїль.Пісня була написана Еріоною Рушіті, продюсером виступив Еніс Муллай. Це автентична та ритмічна албанськомовна народно-електронна балада, підкріплена традиційними албанськими інструментами. У змісті пісні присутнє звернення до теми міграції, особливо албанського народу під час війни в Косово наприкінці 20-го століття.

## Пісенний конкурс Євробачення

### Відбір— Festivali i Këngës
Національна телекомпанія Radio Televizioni Shqiptar (RTSH) організувала 57-й фестиваль Festivali i Këngës, щоб визначити учасника Албанії на пісенному конкурсі Євробачення 2019 у Тель-Авіві, Ізраїль. Період подачі заявок для артистів, гуртів та композиторів тривав з 16 травня по 30 вересня 2018 року. Всього мовником було отримано 54 заявки. 17 жовтня 2018 року журі, що складалося з музичних професіоналів, розглянуло отримані заявки й оголосило 22 півфіналістів. Під час другого півфіналу Йоніда Малічі з піснею «Ktheju tokës» кваліфікувалася до гранд-фіналу, а потім, після перемоги у фіналі, була обрана представницею Албанії на конкурсі.

### На Євробаченні
28 січня 2019 року, після жеребкування, було оголошено, що Албанія виступить у другій половині другого півфіналу Євробачення. Під час другого півфіналу Албанія виступила чотирнадцятою й кваліфікувалася до гранд-фіналу на дев'ятому місці з 96 очками, де 38 балів — журі та 58 балів — від глядачів. У фіналі країна виступила під другим номером. Албанія з піснею «Ktheju tokës» фінішувала на 17 місці з 26-ти з 90 загальними балами (43 бали від журі та 47 балів від глядачів).